# Angelo Miceli (hockeista su ghiaccio)
Angelo Miceli (Montréal, 1º marzo 1994) è un hockeista su ghiaccio canadese naturalizzato italiano, milita come attaccante nel SønderjyskE Ishockey, squadra della Metal Ligaen.

## Biografia
È nativo di Montréal, città del Québec, la cui famiglia ha origini italiane, con ascendenti provenienti rispettivamente dalla Calabria (famiglia paterna) e dalla Sicilia (famiglia materna).

## Carriera

### Giovanili
Miceli iniziò la carriera hockeistica nelle leghe giovanili canadesi vestendo inizialmente la maglia del Laval-Montréal Rousseau Royal in QMAAA, e successivamente quella dei Victoriaville Tigres in QMJHL con i quali totalizzò 255 punti in 279 partite disputate di regular season.

### Club
Nel 2015-2016 debuttò nel professionismo alternadosi fra i St. John's IceCaps in AHL (29 presenze e 4 punti) e i Brampton Beast in ECHL (26 partite e 20 punti).
La stagione successiva venne ingaggiato dai Greenville Swamp Rabbits squadra di ECHL, e ritornò ai livelli dei campionati giovanili con 77 punti (22 goal e 55 assist) in 68 partite di regular season, venendo anche premiato come miglior giocatore della settimana della lega nel marzo 2017. Nello stesso anno disputò una gara in prestito in AHL con i Texas Stars, squadra affiliata ai Dallas Stars. Nel 2017 firmò un contratto annuale con i Milwaukee Admirals in AHL, ma venne immediatamente dirottato in East Coast, in cui si divise fra la squadra satellite dei Norfolk Admirals (12 match e 13 punti) e gli Atlanta Gladiators (1 presenza).
Nel novembre 2017 si accasò all'HC Bolzano squadra iscritta al campionato sovranazionale EBEL, che rappresentò la sua prima esperienza europea. A Bolzano disputò una stagione convincente, contribuendo alla vittoria del campionato. Al termine della stagione Calabria Sniper (soprannome affibbiatogli dai tifosi biancorossi) rinnovò il suo contratto.
Per le stagioni 2019-20, 2020-21, 2021-22 e 2022-23 prolungò di anno in anno il suo contratto con la squadra del capoluogo altoatesino, diventando una delle figure cardine dello spogliatoio biancorosso.
Dopo una breve parentesi con la squadra inglese degli Sheffield Steelers, Miceli nel novembre 2024 tornò in ICE Hockey League, questa volta nelle file dell'Asiago Hockey.

### Nazionale
In possesso del passaporto italiano e maturate due stagioni consecutive in una squadra di club italiana, necessarie per vestire la maglia azzurra, Miceli il 7 febbraio 2019 esordì con il Blue Team all'Euro Ice Hockey Challenge in Slovenia siglando la sua prima rete nel match inaugurale vinto 4-3 contro la Bielorussia.
Nel mese di maggio prese parte ai Mondiali Élite in Slovacchia, nei quali la Nazionale italiana chiuse la rassegna iridata con un'insperata salvezza nell'ultima sfida ai rigori l'Austria. Nel maggio 2021 partecipò ai Mondiali di Top Division in Lettonia. L'agosto seguente partecipò al torneo di qualificazione olimpica di Riga.
Nei mesi di aprile e maggio 2023 prese parte ai Mondiali di Iª Divisione - Gruppo A di Nottingham.

## Palmarès

### Club
- Campionato austriaco: 1

Bolzano: 2017-2018

### Individuale
- ECHL Player of the Week (06/03-12/03): 1

2016-2017